# 루비 문자
루비 문자(일본어: ルビ, 영어: ruby character)란 문장 내의 임의의 문자(보통은 한자)에 대해 읽는 법을 알려주는 후리가나, 단어에 대한 설명, 또는 일반적인 읽기 방법과 다르게 읽을 때 그 '다르게 읽는 법' 등을 보통 문자보다 더 작은 크기의 문자로 적는 것이다. 통상 세로쓰기에는 문자의 오른쪽, 가로쓰기에는 문자의 위쪽에 적는다.
메이지 시대부터의 일본의 활판 인쇄 용어이며, "루비 활자"를 사용해 후리가나(일본어의 경우)나 한어병음/주음부호(중국어의 경우)등을 표시한 것이다. 일본과 중국뿐만 아니라 한국에서도 간혹 사용되었다.
| とう | きょう |
| 東   | 京     |

| トウ | キョウ |
| 東   | 京     |

| tō | kyō |
| 東 | 京  |

| とう | きょう |
| 東   | 京     |

| トウ | キョウ |
| 東   | 京     |

| tō | kyō |
| 東 | 京  |

| ㄅㄟˇ | ㄐㄧㄥ |
| 北    | 京     |

| běi | jīng |
| 北  | 京   |

| ㄅㄟˇ | ㄐㄧㄥ |
| 北    | 京     |

| běi | jīng |
| 北  | 京   |

| 한국 한자음                   |    |
| ----------------------------- | -- |
| \| 한 \| 국 \| \| 韓 \| 國 \| |    |
| 한                            | 국 |
| 韓                            | 國 |

| 한 | 국 |
| 韓 | 國 |

일본에서 통상 사용된 5호 활자(10.5 point)에 루비를 사용할 때 7호 활자(5.5 point)를 이용했는데, 이것은 영국으로부터 수입된 5.5 포인트 활자의 통칭이 "영어: ruby 루비[*]"였기 때문에 이 활자를 "루비 활자"라고 불러, 거기에 따라 붙여진 문자를 "루비"라고 부르게 되었다.

‘振り仮名’를 후리가나로 쓴 그림.

## 웹 상의 루비
XHTML 1.1부터 루비 모듈을 통해 후리가나를 붙이는 방법이 제공된다. 루비 모듈은 후리가나 텍스트를 감싸는 ruby 태그와, 원래 텍스트를 감싸는 rb/rbc 태그, 후리가나를 감싸는 rt/rtc 태그, 그리고 루비를 표시할 수 없는 경우 사용할 괄호를 지정하는 rp 태그로 이루어져 있다.
여러 웹 브라우저들은 XHTML 1.1 이전의 표준에서도 루비 모듈을 쓸 수 있도록 확장하고 있지만 엄밀하게는 문법 위반이다. 다음은 루비 모듈을 사용해서 후리가나를 표현하는 예이다.
<ruby><rb>漢字</rb><rp>(</rp><rt>かんじ</rt><rp>)</rp></ruby>
당신이 현재 사용중인 브라우저에서 위의 내용은 다음과 같이 출력된다.
漢字
위 내용은 루비를 지원하지 않는 브라우저에서는 아래와 같이 출력된다.
漢字(かんじ)
위 내용은 루비를 지원하는 브라우저에서는 아래와 같이 출력된다.
| かんじ |
| 漢字   |

### 루비 지원 웹 브라우저
- 루비를 자체 지원하는 브라우저

인터넷 익스플로러 8에서의 한글 루비(태그 사용)

  - 인터넷 익스플로러(Internet Explorer v6.0.2900.5512 이상)
  - 구글 크롬
  - 사파리
  - 모질라 파이어폭스(Firefox v38.0 이상)[2]

OS X의 파이어 폭스에서 XHTML Ruby Support 확장 기능을 사용한 모습

- 확장 기능을 통해 루비를 지원하는 브라우저
  - 오페라(Opera v9.24)[3]

- 루비를 지원하지 않는 브라우저
  - 넷스케이프 내비게이터(Netscape Navigator v9.0.0.3)

## 같이 보기
- 후리가나
- 주음부호